# Меч Без Имени (премия)
«Меч без имени» — российская литературная премия в области фантастики. Существует с 2001 года, учреждена издательством «Альфа-книга» с целью поощрения молодых и неизвестных авторов, работающих в жанре остросюжетной и юмористической фантастики, и возрождения лучших традиций отечественной литературы. Премию присуждает жюри, в его составе российские писатели-фантасты: Андрей Белянин (автор одноимённого с премией романа, вышедшего в 1997 году), Роман Злотников, главный редактор издательства «Альфа-книга» Владимир Маршавин.
Премия вручается ежегодно в начале сентября на фестивале фантастики «Звёздный Мост» в Харькове. В качестве награды победитель получает Меч Без Имени (сувенирный меч) и серебряный нагрудный знак «Меч Без Имени».

## Лауреаты «Меча Без Имени»
- 2001 год — Фрумкин С. «Новый Король Галактики»
- 2002 год — Пехов А. «Крадущийся в тени»
- 2003 год — Громыко О. «Профессия: ведьма»
- 2004 год — Зыков В. «Безымянный раб»
- 2005 год — Рудазов А. «Архимаг»
- 2006 год — Корнев П. «Лёд»
- 2007 год — Малицкий С. «Миссия для чужеземца»
- 2008 год — Красницкий Е. «Отрок. Внук сотника»
- 2009 год — Круз А. «У Великой реки. Поход»
- 2010 год — Ясинский А. «Ник»
- 2011 год — Дравин И. «Чужак. Ученик»
- 2012 год — Калбазов К. «Рыцарь. Царство Небесное»
- 2013 год — Кобылянский П. «Перекрёсток миров. Начало»
- 2015 год — Новожилов Д. «Тридевятое царство. Война за трон», «Тридевятое царство. Удар Святогора»